# Ordžonikidzevskij rajon
L'Ordžonikidzevskij rajon è un distretto della Chakassia, nella Russia asiatica; il capoluogo è Kop'ëvo.